# 兩廣

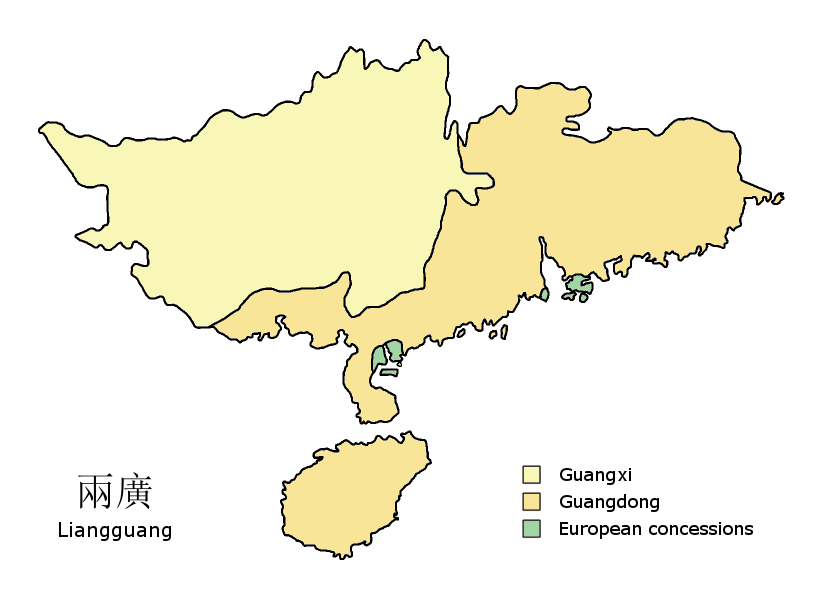
中國兩廣地域，約1900年

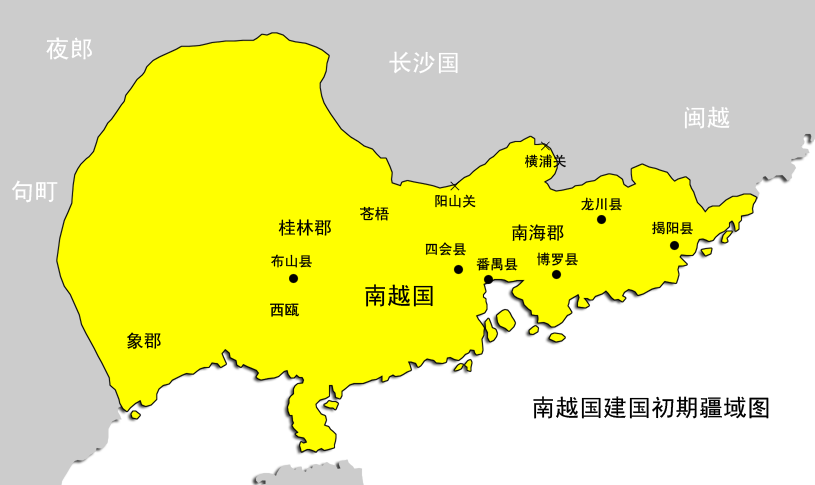
公元前204年南越國疆域

兩廣，又稱為兩廣地區，是中國广东省和广西壮族自治区的合稱。

## 歷史
起源於明朝代宗景泰三年，名臣于謙奏請設兩廣總督，明憲宗成化六年成定制，治所設位處兩廣交界之梧州（今屬廣西壮族自治区），首任兩廣總督為韓雍。在清朝时，包括現時的廣東、廣西和海南島，兩廣受两广总督管辖。
兩廣的範圍曾是古代的百越之地，也是南越國主要領土（即嶺南地區，包括廣東、廣西和越南大部分），但現在的定義一般只指廣東與廣西。廣東有廣府、潮州、客家、疍家等民系與其他民族，主要語言有广府人的粵語、潮州人的潮州話、客家人的客家話、广西壮族自治区桂柳地区的汉族使用的西南官话以及壯語等民族語言，桂東、南部及梧州、賀州地區部分區域的漢族多為廣東移民的廣府人，故也通用本地口音的粵語。此外，香港和澳门亦以粵語作為主要語言。

## 文化
两广的语言文化极其多样。广东省境内珠三角、粤西等地使用粤语，东江地区则使用客家话，潮州地区使用属于闽南语系的潮州话，粤北地区使用系属不明的粤北土话。在广西壮族自治区境内，桂林、柳州地区使用西南官话，少数民族通用壮语，广西东北部的全州、灌阳等地通用新湘语，贺州至凭祥连线的东南部通用粤语（但口音与广东有些许差异）。另外博白、陸川一帶有畲族後裔的𠊎話分布。